# Zacallites
Zacallitidae
Famille
Genre
Espèces de rang inférieur
- †Zacallites balli Cockerell,1928]
- †Zacallites cockerelli Bechly et al., 2020

Zacallites, unique représentant de la famille fossile des Zacallitidae, est un genre fossile d'insectes odonates (demoiselles). 
Ce genre et cette famille ont été créés pour l'espèce fossile Zacallites balli de l'Éocène de la Formation de la Green River du Colorado aux États-Unis.
Une autre espèce Zacallites cockerelli est décrite en 2020 pour la même formation.

## Classification
La famille des Zacallitidae et le genre Zacallites ont été créés en 1928 par l'entomologiste américain Theodore Dru Alison Cockerell (1866-1948),,.

### Fossiles

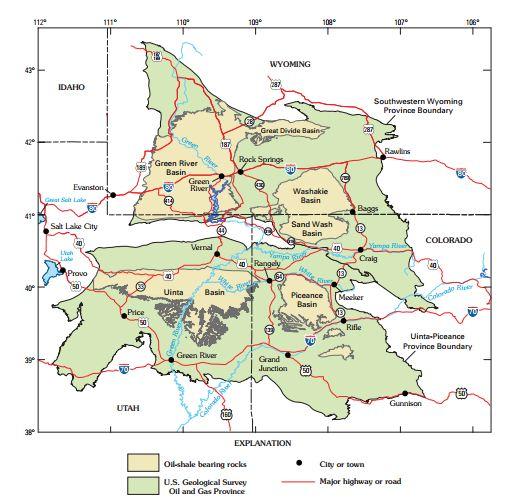
Plan géologique de la Formation de la Green River.

Selon Paleobiology Database en 2023, la famille et le genre ont trois collections de fossiles référencés de l'Éocène américain : une au Colorado dans le « Brushy Creek Canyon » et deux au Wyoming à environ 7 km à l'ouest de Kemmerer dans le comté de Lincoln, de la Formation de la Green River,,.

## Liste d'espèces
Selon Paleobiology Database en 2023, le genre a désormais deux espèces référencées :
- †Zacallites balli Cockerell, 1928[1],[6]
- †Zacallites cockerelli Bechly et al., 2020[5],[7]

### Publication originale
- [1928] (en) Theodore Dru Alison Cockerell, « A remarkable new dragon-fly from the Eocene (Odonata) », Entomological News, vol. 39, no 10,‎ décembre 1928, p. 297-301 (lire en ligne).